# Won't Back Down (chanson)
Pour les articles homonymes, voir Won't Back Down.
Pistes de Recovery
On Fire W.T.P.
Won't Back Down est une chanson écrite et interprétée par le rappeur américain Eminem. Ce titre constitue la quatrième piste de Recovery, septième album studio du rappeur et sorti en 2010. La chanteuse Pink interprète le refrain pour sa première collaboration avec Eminem. La chanson est produite par DJ Khalil, producteur associé au label Aftermath Entertainment qui distribue la chanson. Celui-ci a également participé à l'écriture du titre aux côtés d'Eminem, d'Erik Alcock et de Columbus "Rakhi" Smith. À la suite de la sortie de l'album Recovery, le morceau reçut des critiques positives grâce à son côté agressif. Bien qu'elle n'ait pas le statut de single, la chanson s'est classée dans quatre classements nationaux. Elle a été utilisée pour les campagnes publicitaires du jeu vidéo Call of Duty: Black Ops et pour le film d'action Mission impossible : Protocole Fantôme. Le morceau fut interprété dans les émissions de télévision Saturday Night Live et au Late Night with Jimmy Fallon.

## Genèse et composition
Won't Back Down a été écrite par Eminem, DJ Khalil, Erik Alcock et Columbus Smith dit "Rakhi". Comme la majorité des chansons du septième album d'Eminem, Recovery, la chanson fut enregistrée au "54 Sound and Efiigy Studios" de Ferndale dans le Michigan, aux États-Unis. Cet enregistrement fut pris en charge par Mike Strange. Au départ, le titre devait être un solo et Eminem devait chanter le refrain lui-même. Plus tard, Liz Rodriguez, déjà présente sur les refrains de 25 to Life et Almost Famous enregistra le refrain du morceau. Cependant, après qu'Eminem est enregistré sa version, il se dit que la chanteuse Pink apporterait une touche plus percutante au titre. Ces propos furent rapportés dans une interview pour le magazine "Rap-Up". La chanson est coproduite par Rakhi et par DJ Khalil.

## Crédits et personnel
La chanson a été enregistrée aux studios Effigy à Ferndale dans le Michigan, aux États-Unis.
- Voix – Eminem, Pink
- Producteur – DJ Khalil
- Paroles – Eminem
- Mixage vocal – Eminem, Mike Strange, Joe Strange (assistant)
- Enregistrement – Mike Strange
- Piano – Rahki, DJ Khalil
- Batterie – Rahki, DJ Khalil
- Guitare - Eric Alcock
- Labels : Interscope, Aftermath, Shady

Crédits issus du CD Recovery.

## Classement hebdomadaire
| Classement (2010)              | Meilleure position |
| ------------------------------ | ------------------ |
| Australie (ARIA)               | 87                 |
| Canada (Hot 100)               | 65                 |
| Royaume-Uni (UK Singles Chart) | 82                 |
| États-Unis (Hot 100)           | 62                 |

## Compléments